# Somalirennvogel
Der Somalirennvogel (Cursorius somalensis) ist eine Limikolenart, die zur Familie der Brachschwalbenartigen (Glareolidae) gehört.
Früher wurde er als konspezifisch mit dem Rennvogel (Cursorius cursor) angesehen.
Er kommt in Dschibuti, Somalia, Eritrea, Äthiopien und Kenia vor.
Der Lebensraum umfasst trockene und halbtrockene Wüsten, Grasland und Steppen, meist unterhalb von 1000 (Äthiopien), 1500 (Kenia) oder 1800 m Höhe (Somalia).
Der Artzusatz bezieht sich auf Somalia.

## Merkmale
Diese Art ist 19 bis 22 cm groß und wiegt zwischen 93 und 107 g. Sie ist größer, langbeiniger und blasser als der Temminckrennvogel (Cursorius temminckii). Der Bauch ist weiß, ansonsten ist das Gefieder rotbraun, auch die Unterseite bis über den Beinansatz hinaus. Der Schnabel ist schwarz, die Beine gelblich, die Kehle grau. Ein breiter weißer Überaugenstreif und breiter schwarzer Augenstreif treffen sich V-förmig im Nacken, Stirn und Scheitel sind vorne sandfarben, hinten wird die Kopfoberseite blaugrau.
Im Fluge ist die äußere Hälfte der Flügelunterseite schwarz, die innere Hälfte blass sandfarben mit weißer Flügelkante. Die Geschlechter unterscheiden sich nicht. Jungvögel sind auf der Oberseite stark gefleckt und dunkelbraun gebändert, die Schwanzspitze ist ebenfalls gebändert.

## Geografische Variation
Es werden folgende Unterarten anerkannt:
- C. s. somalensis  Shelley, 1885, Nominatform – Eritrea, Ostäthiopien und Nordsomalia, Standvogel
- C. s. littoralis Erlanger, 1905 – Südostsudan, Kenia und Südsomalia, intraafrikanischer Zugvogel, in Kenia nur von September bis Mai, dunkler mit mehr graubraunem Gefieder

## Stimme
Der Ruf wird als kratzendes abfallendes „pyau“ beschrieben, häufig rufen mehrere Vögel miteinander.

## Lebensweise
Die Nahrung ist nicht dokumentiert, gejagt wird in der gleichen Art wie andere Rennvögel. Die Art tritt als Paare und in kleineren Gruppen auf.
Die Brutzeit liegt zwischen Februar und Juni im Norden, zwischen April und Juni sowie November und Dezember im Süden Somalias, im Mai in Äthiopien und zwischen April und September in Kenia. Das Gelege besteht aus zwei Eiern, die direkt auf den Erdboden gelegt werden, und von beiden Elternvögeln bebrütet werden.

## Gefährdungssituation
Die Art gilt als nicht gefährdet (Least Concern).